# Holoterpna diagrapharia
Holoterpna diagrapharia är en fjärilsart som beskrevs av Rudolf Püngeler 1900. Holoterpna diagrapharia ingår i släktet Holoterpna och familjen mätare. Inga underarter finns listade i Catalogue of Life.